# Badi 'al-Zaman Mirza
Badi' al-Zaman Mirza in persiano بدیع الزمان‎ (... – Costantinopoli, 1514) è stato un sovrano persiano timuride di Herat dal 1505 al 1507. Era figlio di Husayn Bayqara, che era un pronipote di Tamerlano.

## Biografia
Durante gli anni 1490 scoppiò un conflitto tra Badi' e suo padre. Husayn aveva trasferito Badi' dal suo governatorato di Astarabad, l'attuale Gorgan, a Balkh, e poi mise il figlio di Badi', Muhammad Mu'min, come sostituto ad Astarabad. Arrabbiato per questa operazione, Badi' mise in atto una ribellione. Fu sconfitto e, nello stesso periodo, suo figlio, che era stato imprigionato a Herat, fu giustiziato. Husayn fece pace con suo figlio, ma rimase tensione tra i due, e nel 1499 Badi' assediò Herat.
Nel 1506, alla morte di Husayn, Badi' salì al trono. Tuttavia, venne rapidamente coinvolto in un conflitto con suo fratello Muzaffar Husain. Allo stesso tempo gli uzbeki, sotto Muhammad Shaybani, stavano minacciando il regno. Babur, che aveva marciato da Kabul nel tentativo di assistere Husayn, arrivò a Herat e vi rimase per un po', ma notando la debolezza dei fratelli se ne andò senza combattere con gli uzbechi. L'anno successivo, gli uzbechi presero Herat, mettendo fine al dominio dei timuridi, e i fratelli fuggirono. Muzaffar morì poco dopo. Badi' andò a Kandahar per radunare forze e marciare contro gli uzbeki, ma fu sconfitto. Poi andò alla corte di Scià Isma'il I di Persia, dove gli furono date delle terre circostanti Tabriz e 3650 shorafin d'oro all'anno. Contribuì ad influenzare la decisione di Ismail di intraprendere una spedizione contro gli uzbeki nel 1510. Badi' rimase sette anni a Tabriz fino a quando la città non venne conquistata dall'ottomano Sultan Selim I. A quel punto si recò a Costantinopoli, dove morì durante la peste nel 1514.

## Vita privata
Badi' al-Zaman ebbe cinque mogli:
- Urun Sultan Khanum, figlia Sultan Abu Sa'id Mirza e di Ruqaiya Sultan Begum
- Kabuli Begum (divorziò nel 1507), figlia di of Ulugh Mirza Kabuli,[3]
- Ruqaiya Agha, nota come Andalib, una concubina[3]
- Chuchak Begum (morta nel 1498), figlia di Zun Nun Arghun, e sorella di Shah Shuja e Muhammad Muqim[4][5]
- Una figlia di Tahamtan Beg, nipote di Asad Beg, e madre di Muhammad Zaman Mirza;[6]

Figli
Badi' al-Zaman ebbe due figli:
- Muhammad Mumin Mirza - con Urun Sultan Khanum;
- Muhammad Zaman Mirza - con la figlia di Tahamtan Beg[6], che sposò Masuma Sultan Begum.

Figlie
Badi' al-Zaman ebbe una figlia:
- Chuchak Begum nota come Kuchek Begum (morta nell'aprile 1507) - con Chuchak Begum[5]